# Ausztria az 1980. évi nyári olimpiai játékokon
Ausztria a szovjetunióbeli Moszkvában megrendezett 1980. évi nyári olimpiai játékok egyik részt vevő nemzete volt. Az országot az olimpián 16 sportágban 83 sportoló képviselte, akik összesen 4 érmet szereztek.

## Érmesek
| Érem  | Versenyző                    | Sportág       | Versenyszám          |
| ----- | ---------------------------- | ------------- | -------------------- |
| Arany | Sissy Max-Theurer            | Lovaglás      | Egyéni díjlovaglás   |
| Ezüst | Wolfgang Mayrhofer           | Vitorlázás    | Finn dingi           |
| Ezüst | Hubert Raudaschl Karl Ferstl | Vitorlázás    | Csillaghajó          |
| Bronz | Gerhard Petritsch            | Sportlövészet | Gyorstüzelő pisztoly |

## Atlétika
Férfi
| Versenyző        | Versenyszám     | Előfutam | Előfutam | Előfutam | Elődöntő | Elődöntő | Elődöntő | Döntő         | Döntő         |
| Versenyző        | Versenyszám     | Idő      | Hely.    | Össz.    | Idő      | Hely.    | Össz.    | Idő           | Helyezés      |
| ---------------- | --------------- | -------- | -------- | -------- | -------- | -------- | -------- | ------------- | ------------- |
| Robert Nemeth    | 1500 m          | 3:38,30  | 3.       | 3.       | 3:40,72  | 6.       | 6.       | kiesett       | kiesett       |
| Dietmar Millonig | 5000 m          | 13:45,64 | 4.       | 18.      | 13:29,35 | 4.       | 4.       | 13:23,3       | 6.            |
| Josef Steiner    | Maraton         |          |          |          |          |          |          | 2:24:24       | 39.           |
| Wolfgang Konrad  | 3000 m akadály  | 8:24,92  | 4.       | 4.       | 8:51,59  | 10.      | 22.      | kiesett       | kiesett       |
| Martin Toporek   | 20 km gyaloglás |          |          |          |          |          |          | 1:44:56,0     | 21.           |
| Hans Siegele     | 20 km gyaloglás |          |          |          |          |          |          | 1:45:17,8     | 22.           |
| Wilfried Siegele | 20 km gyaloglás |          |          |          |          |          |          | nem ért célba | nem ért célba |

| Versenyző | Versenyszám | Selejtező                    | Selejtező | Döntő    | Döntő    |
| Versenyző | Versenyszám | Eredmény                     | Helyezés  | Eredmény | Helyezés |
| --------- | ----------- | ---------------------------- | --------- | -------- | -------- |
| Bill Rea  | Távolugrás  | 774 cm (holtverseny, 771 cm) | 15.       | kiesett  | kiesett  |

| Versenyző      | Versenyszám | 100 m | 100 m | Távolugrás | Távolugrás | Súlylökés | Súlylökés | Magasugrás | Magasugrás | 400 m | 400 m | 110 m gát | 110 m gát | Diszkoszvetés | Diszkoszvetés | Rúdugrás | Rúdugrás | Gerelyhajítás | Gerelyhajítás | 1500 m | 1500 m | Végeredmény | Végeredmény |
| Versenyző      | Versenyszám | Idő   | Pont  | Eredmény   | Pont       | Eredmény  | Pont      | Eredmény   | Pont       | Idő   | Pont  | Idő       | Pont      | Eredmény      | Pont          | Eredmény | Pont     | Eredmény      | Pont          | Idő    | Pont   | Pont        | Helyezés    |
| -------------- | ----------- | ----- | ----- | ---------- | ---------- | --------- | --------- | ---------- | ---------- | ----- | ----- | --------- | --------- | ------------- | ------------- | -------- | -------- | ------------- | ------------- | ------ | ------ | ----------- | ----------- |
| Georg Werthner | Tízpróba    | 11,44 | 701   | 727 cm     | 875        | 13,45 m   | 693       | 203 cm     | 882        | 49,26 | 839   | 15,08     | 840       | 38,14 m       | 648           | 485 cm   | 1017     | 73,66 m       | 920           | 4:23,4 | 635    | 8050        | 4.          |
| Sepp Zeilbauer | Tízpróba    | 11,29 | 735   | 714 cm     | 848        | 15,31 m   | 807       | 203 cm     | 882        | 50,91 | 765   | 14,80w    | 870       | 44,00 m       | 763           | 450 cm   | 932      | 64,86 m       | 820           | 4:30,6 | 585    | 8007        | 5.          |

Női
| Versenyző      | Versenyszám | Előfutam | Előfutam | Előfutam | Elődöntő | Elődöntő | Elődöntő | Döntő   | Döntő    |
| Versenyző      | Versenyszám | Idő      | Hely.    | Össz.    | Idő      | Hely.    | Össz.    | Idő     | Helyezés |
| -------------- | ----------- | -------- | -------- | -------- | -------- | -------- | -------- | ------- | -------- |
| Karoline Käfer | 400 m       | 52,82    | 4.       | 22.      | kiesett  | kiesett  | kiesett  | kiesett | kiesett  |

## Birkózás
Kötöttfogású
| Versenyző         | Versenyszám | 1. forduló                           | 2. forduló                       | 3. forduló                        | 4. forduló                    | 5. forduló        | Döntő             | Helyezés    |
| Versenyző         | Versenyszám | Ellenfél Eredmény                    | Ellenfél Eredmény                | Ellenfél Eredmény                 | Ellenfél Eredmény             | Ellenfél Eredmény | Ellenfél Eredmény | Helyezés    |
| ----------------- | ----------- | ------------------------------------ | -------------------------------- | --------------------------------- | ----------------------------- | ----------------- | ----------------- | ----------- |
| Herbert Nigsch    | 57 kg       | Antonino Caltabiano (ITA) · kizárták | Benni Ljungbeck (SWE) · kizárták | kiesett                           | kiesett                       | kiesett           | kiesett           | helyezetlen |
| Reinhard Hartmann | 68 kg       | Lars-Erik Skiöld (SWE) · kétvállas   | erőnyerő                         | Khaled El-Khaled (SYR) · kizárták | Ştefan Rusu (ROU) · kétvállas | kiesett           | kiesett           | 7.          |
| Franz Pitschmann  | 90 kg       | Petre Dicu (ROU) · kizárták          | Jamtsyn Bor (MGL) · kétvállas    | Frank Andersson (SWE) · kétvállas | kiesett                       | kiesett           | kiesett           | helyezetlen |

Szabadfogású
| Versenyző             | Versenyszám | 1. forduló                         | 2. forduló                         | 3. forduló                       | 4. forduló        | 5. forduló        | 6. forduló        | Döntő             | Helyezés    |
| Versenyző             | Versenyszám | Ellenfél Eredmény                  | Ellenfél Eredmény                  | Ellenfél Eredmény                | Ellenfél Eredmény | Ellenfél Eredmény | Ellenfél Eredmény | Ellenfél Eredmény | Helyezés    |
| --------------------- | ----------- | ---------------------------------- | ---------------------------------- | -------------------------------- | ----------------- | ----------------- | ----------------- | ----------------- | ----------- |
| Bartholomäus Brötzner | 74 kg       | Valentin Rajcsev (BUL) · kétvállas | Marin Pîrcălabu (ROU) · 1–7        | kiesett                          | kiesett           | kiesett           | kiesett           | kiesett           | helyezetlen |
| Günter Busarello      | 82 kg       | Kovács István (HUN) · 3–3          | Mohamed El-Oulabi (SYR) · kizárták | Iszmail Abilov (BUL) · kétvállas | kiesett           | kiesett           |                   | kiesett           | 7.          |

## Cselgáncs
| Versenyző           | Versenyszám  | Csoport | 32-es főtábla                            | Nyolcaddöntő             | Negyeddöntő               | Elődöntő          | Vigaszág negyeddöntő | Vigaszág elődöntő | Bronz- mérkőzés   | Döntő             | Helyezés |
| Versenyző           | Versenyszám  | Csoport | Ellenfél Eredmény                        | Ellenfél Eredmény        | Ellenfél Eredmény         | Ellenfél Eredmény | Ellenfél Eredmény    | Ellenfél Eredmény | Ellenfél Eredmény | Ellenfél Eredmény | Helyezés |
| ------------------- | ------------ | ------- | ---------------------------------------- | ------------------------ | ------------------------- | ----------------- | -------------------- | ----------------- | ----------------- | ----------------- | -------- |
| Pepi Reiter         | Légsúly      | B       | Arambij Jemizs (URS) · V                 | kiesett                  | kiesett                   | kiesett           |                      |                   |                   |                   | 19.      |
| Johann Leo          | Könnyűsúly   | A       | Karl-Heinz Lehmann (GDR) · V             | kiesett                  | kiesett                   | kiesett           |                      |                   |                   |                   | 19.      |
| Peter Seisenbacher  | Középsúly    | B       | Pak Csongcshol (Pak Jong-Chol) (PRK) · V | kiesett                  | kiesett                   | kiesett           |                      |                   |                   |                   | 19.      |
| Robert Köstenberger | Félnehézsúly | A       | erőnyerő                                 | Dietmar Lorenz (GDR) · V | kiesett                   | kiesett           |                      |                   |                   |                   | 13.      |
| Franz Berger        | Nyílt        | B       | erőnyerő                                 | Said Achtar (SYR) · GY   | Szerhij Novikov (URS) · V | kiesett           |                      |                   |                   |                   | 8.       |

## Evezés
Férfi
| Versenyző                                                         | Versenyszám              | Előfutam | Előfutam | Vigaszág | Vigaszág | Elődöntő | Elődöntő | Döntő | Döntő   | Döntő | Helyezés |
| Versenyző                                                         | Versenyszám              | Idő      | Hely.    | Idő      | Hely.    | Idő      | Hely.    | Típus | Idő     | Hely. | Helyezés |
| ----------------------------------------------------------------- | ------------------------ | -------- | -------- | -------- | -------- | -------- | -------- | ----- | ------- | ----- | -------- |
| Raimund Schmidt                                                   | Egypárevezős             | 8:07,02  | 3.       | erőnyerő | erőnyerő | 7:38,50  | 5.       | B     | 7:29,16 | 5.    | 11.      |
| Wilfried Auerbach Thomas Linemayr                                 | Kormányos nélküli kettes | 7:39,48  | 3.       | erőnyerő | erőnyerő | 7:04,48  | 6.       | B     | 6:58,96 | 3.    | 9.       |
| Siegfried Sageder Bruno Flecker Rainer Holzhaider Michael Sageder | Négypárevezős            | 6:22,63  | 4.       | 6:16,22  | 4.       |          |          | B     | 6:06,27 | 4.    | 10.      |

## Gyeplabda

### Női
| Osztrák női gyeplabdacsapat-játékoskeret                                                                                             | Osztrák női gyeplabdacsapat-játékoskeret                                                                        |
| --- | --- |
| - Patricia Lorenz - Sabine Blemenschütz - Elisabeth Pistauer - Andrea Kozma - Brigitta Pecanka - Brigitte Kindler - Friederike Stern | - Regina Lorenz - Eleonore Pecanka - Ilse Stipanovsky - Andrea Porsch - Erika Csar - Dorit Ganster - Eva Cambal |

#### Eredmények
Csoportkör
| 1980. július 25. 12:45 | India (IND) | 2–0 | Ausztria (AUT) |  |
| 1980. július 25. 12:45 | (1–0)       |     |                |  |

| 1980. július 27. 17:00 | Ausztria (AUT) | 2–0 | Szovjetunió (URS) |  |
| 1980. július 27. 17:00 | (2–0)          |     |                   |  |

| 1980. július 28. 14:45 | Ausztria (AUT) | 3–0 | Lengyelország (POL) |  |
| 1980. július 28. 14:45 | (2–0)          |     |                     |  |

| 1980. július 30. | Csehszlovákia (TCH) | 5–0 | Ausztria (AUT) |  |
| 1980. július 30. | (3–0)               |     |                |  |

| 1980. július 31. 11:45 | Zimbabwe (ZIM) | 4–1 | Ausztria (AUT) |  |
| 1980. július 31. 11:45 | (1–1)          |     |                |  |

Végeredmény
| Helyezés | Csapat              | M | Gy | D | V | G+ | G– | Gk  | P |
| -------- | ------------------- | - | -- | - | - | -- | -- | --- | - |
| Arany    | Zimbabwe (ZIM)      | 5 | 3  | 2 | 0 | 13 | 4  | +9  | 8 |
| Ezüst    | Csehszlovákia (TCH) | 5 | 3  | 1 | 1 | 10 | 5  | +5  | 7 |
| Bronz    | Szovjetunió (URS)   | 5 | 3  | 0 | 2 | 11 | 5  | +6  | 6 |
| 4.       | India (IND)         | 5 | 2  | 1 | 2 | 9  | 6  | +3  | 5 |
| 5.       | Ausztria (AUT)      | 5 | 2  | 0 | 3 | 6  | 11 | –5  | 4 |
| 6.       | Lengyelország (POL) | 5 | 0  | 0 | 5 | 0  | 18 | –18 | 0 |

| Csapat         | Helyezés |
| -------------- | -------- |
| Ausztria (AUT) | 5.       |

## Íjászat
| Versenyző      | Versenyszám  | 1. forduló | 1. forduló | 2. forduló | 2. forduló | Összesítés | Összesítés |
| Versenyző      | Versenyszám  | Pont       | Hely.      | Pont       | Hely.      | Pont       | Helyezés   |
| -------------- | ------------ | ---------- | ---------- | ---------- | ---------- | ---------- | ---------- |
| Peter Mitterer | Férfi egyéni | 1169       | 23.        | 1167       | 21.        | 2336       | 21.        |

## Kajak-kenu
Férfi
| Versenyző                                                           | Versenyszám         | Előfutam | Előfutam | Előfutam | Vigaszág | Vigaszág | Vigaszág | Elődöntő | Elődöntő | Elődöntő | Döntő   | Döntő    |
| Versenyző                                                           | Versenyszám         | Idő      | Hely.    | Össz.    | Idő      | Hely.    | Össz.    | Idő      | Hely.    | Össz.    | Idő     | Helyezés |
| ------------------------------------------------------------------- | ------------------- | -------- | -------- | -------- | -------- | -------- | -------- | -------- | -------- | -------- | ------- | -------- |
| Wolfgang Hartl Werner Bachmayer                                     | Kajak kettes 500 m  | 1:36,66  | 2.       | 8.       | erőnyerő | erőnyerő | erőnyerő | 1:39,04  | 5.       | 13.      | kiesett | kiesett  |
| Herbert Havlik Dietmar Schlöglmann                                  | Kajak kettes 1000 m | 3:28,95  | 4.       | 7.       | 3:32,08  | 1.       | 1.       | 3:38,91  | 4.       | 11.      | kiesett | kiesett  |
| Herbert Havlik Dietmar Schlöglmann Hans Peter Mayr Eduard Reisinger | Kajak négyes 1000 m | 3:13,86  | 5.       | 12.      | 3:16,43  | 5.       | 5.       |          |          |          | kiesett | kiesett  |

## Kerékpározás

### Országúti kerékpározás
Férfi
| Versenyző                                                      | Versenyszám     | Idő               | Helyezés      |
| -------------------------------------------------------------- | --------------- | ----------------- | ------------- |
| Herbert Spindler                                               | Mezőnyverseny   | 4:57:39 (+9:10)   | 19.           |
| Johann Traxler                                                 | Mezőnyverseny   | 5:05:48 (+17:19)  | 36.           |
| Hans Lienhart                                                  | Mezőnyverseny   | nem ért célba     | nem ért célba |
| Kurt Zellhofer                                                 | Mezőnyverseny   | nem ért célba     | nem ért célba |
| Hans Lienhart Peter Muckenhuber Herbert Spindler Johann Summer | Csapat időfutam | 2:09:17,7 (+7:56) | 13.           |

## Lovaglás
Díjlovaglás
| Versenyző         | Ló         | Versenyszám | Selejtező | Selejtező | Döntő | Döntő    |
| Versenyző         | Ló         | Versenyszám | Pont      | Hely.     | Pont  | Helyezés |
| ----------------- | ---------- | ----------- | --------- | --------- | ----- | -------- |
| Sissy Max-Theurer | Mon Cherie | Egyéni      | 1623      | 1.        | 1370  |          |

## Műugrás
Férfi
| Versenyző       | Versenyszám        | Selejtező | Selejtező | Döntő   | Döntő    |
| Versenyző       | Versenyszám        | Pont      | Helyezés  | Pont    | Helyezés |
| --------------- | ------------------ | --------- | --------- | ------- | -------- |
| Niki Stajković  | Egyéni toronyugrás | 493,890   | 7.        | 725,145 | 8.       |
| Niki Stajković  | Egyéni műugrás     | 521,040   | 12.       | kiesett | kiesett  |
| Michael Worisch | Egyéni műugrás     | 452,430   | 21.       | kiesett | kiesett  |
| Ken Grove       | Egyéni műugrás     | 491,940   | 15.       | kiesett | kiesett  |
| Ken Grove       | Egyéni toronyugrás | 447,120   | 12.       | kiesett | kiesett  |

## Ökölvívás
| Versenyző        | Versenyszám | 32-es főtábla     | Nyolcaddöntő                  | Negyeddöntő       | Elődöntő          | Döntő             | Helyezés |
| Versenyző        | Versenyszám | Ellenfél Eredmény | Ellenfél Eredmény             | Ellenfél Eredmény | Ellenfél Eredmény | Ellenfél Eredmény | Helyezés |
| ---------------- | ----------- | ----------------- | ----------------------------- | ----------------- | ----------------- | ----------------- | -------- |
| Robert Pfitscher | Középsúly   | erőnyerő          | Viktor Szavcsenko (URS) · RSC | kiesett           | kiesett           | kiesett           | 9.       |

RSC – a mérkőzésvezető megállította a mérkőzést

## Öttusa
| Versenyző       | Versenyszám | Lovaglás | Lovaglás | Lovaglás | Lovaglás | Vívás    | Vívás | Vívás | Lövészet | Lövészet | Lövészet | Úszás    | Úszás | Úszás | Futás   | Futás | Futás | Összesen    | Összesen |
| Versenyző       | Versenyszám | Idő      | Bünt.    | Pont     | Hely.    | Eredmény | Pont  | Hely. | Pontszám | Pont     | Hely.    | Idő      | Pont  | Hely. | Idő     | Pont  | Hely. | Összes pont | Helyezés |
| --------------- | ----------- | -------- | -------- | -------- | -------- | -------- | ----- | ----- | -------- | -------- | -------- | -------- | ----- | ----- | ------- | ----- | ----- | ----------- | -------- |
| Alexander Topay | Egyéni      | 1:42,2   | 30       | 1070     | 10.      | 16–26    | 662   | 34.   | 194      | 1000     | 16.      | 3:40,180 | 1112  | 30.   | 14:35,1 | 940   | 40.   | 4784        | 35.      |
| Helmut Wieser   | Egyéni      | 2:04,5   | 10       | 1090     | 7.       | 16–26    | 662   | 34.   | 193      | 978      | 20.      | 3:54,959 | 996   | 41.   | 15:03,0 | 856   | 43.   | 4582        | 38.      |

## Sportlövészet
Nyílt
| Versenyző           | Versenyszám           | Pont                 | Helyezés |
| ------------------- | --------------------- | -------------------- | -------- |
| Gerhard Petritsch   | Gyorstüzelő pisztoly  | 596 (szétlövés: 146) |          |
| Hermann Sailer      | Gyorstüzelő pisztoly  | 588                  | 19.      |
| Hannes Rainer       | Sportpuska, fekvő     | 593                  | 20.      |
| Wolfram Waibel, Sr. | Sportpuska, fekvő     | 592                  | 25.      |
| Wolfram Waibel, Sr. | Sportpuska, összetett | 1140                 | 24.      |
| Heinrich Münzberger | Trap                  | 188                  | 14.      |
| Nikolaus Reinprecht | Trap                  | 187                  | 18.      |
| Nicky Szapáry       | Skeet                 | 194                  | 11.      |
| Franz Schitzhofer   | Skeet                 | 191                  | 23.      |

## Súlyemelés
| Versenyző        | Versenyszám | Szakítás                 | Szakítás                 | Lökés    | Lökés    | Összesen | Helyezés |
| Versenyző        | Versenyszám | Eredmény                 | Helyezés                 | Eredmény | Helyezés | Összesen | Helyezés |
| ---------------- | ----------- | ------------------------ | ------------------------ | -------- | -------- | -------- | -------- |
| Walter Legel     | 67,5 kg     | 120,0                    | 14.                      | 150,0    | 15.      | 270,0    | 16.      |
| Franz Strizik    | 100 kg      | érvényes kísérlet nélkül | érvényes kísérlet nélkül | kiesett  | kiesett  | kiesett  | kiesett  |
| Vinzenz Hörtnagl | 110 kg      | 170,0                    | 4.                       | 202,5    | 5.       | 372,5    | 5.       |

## Úszás
Férfi
| Versenyző     | Versenyszám    | Előfutam | Előfutam | Előfutam | Elődöntő | Elődöntő | Elődöntő | Döntő   | Döntő    |
| Versenyző     | Versenyszám    | Idő      | Hely.    | Össz.    | Idő      | Hely.    | Össz.    | Idő     | Helyezés |
| ------------- | -------------- | -------- | -------- | -------- | -------- | -------- | -------- | ------- | -------- |
| Herwig Bayer  | 100 m gyors    | 52,79    | 5.       | 22.      | kiesett  | kiesett  | kiesett  | kiesett | kiesett  |
| Herwig Bayer  | 100 m hát      | 1:00,04  | 5.       | 20.      | kiesett  | kiesett  | kiesett  | kiesett | kiesett  |
| Kurt Dittrich | 100 m pillangó | 57,71    | 5.       | 21.      | kiesett  | kiesett  | kiesett  | kiesett | kiesett  |

Női
| Versenyző              | Versenyszám    | Előfutam | Előfutam | Előfutam | Döntő   | Döntő    |
| Versenyző              | Versenyszám    | Idő      | Hely.    | Össz.    | Idő     | Helyezés |
| ---------------------- | -------------- | -------- | -------- | -------- | ------- | -------- |
| Heidi Koch             | 100 m gyors    | 59,73    | 5.       | 19.      | kiesett | kiesett  |
| Marianne Humpelstetter | 100 m hát      | 1:07,68  | 5.       | 21.      | kiesett | kiesett  |
| Sonja Hausladen        | 100 m pillangó | 1:04,39  | 5.       | 16.      | kiesett | kiesett  |
| Sonja Hausladen        | 200 m pillangó | 2:17,88  | 4.       | 12.      | kiesett | kiesett  |

## Vitorlázás
Nyílt
| Versenyző                      | Versenyszám | Futam | Futam | Futam  | Futam  | Futam | Futam | Futam | Pontszám | Helyezés |
| Versenyző                      | Versenyszám | 1     | 2     | 3      | 4      | 5     | 6     | 7     | Pontszám | Helyezés |
| ------------------------------ | ----------- | ----- | ----- | ------ | ------ | ----- | ----- | ----- | -------- | -------- |
| Wolfgang Mayrhofer             | Finn dingi  | 0,0   | 11,7  | 13,0   | (17,0) | 3,0   | 3,0   | 16,0  | 46,7     |          |
| Hubert Raudaschl Karl Ferstl   | Csillaghajó | 0,0   | 8,0   | (20,0) | 5,7    | 3,0   | 0,0   | 15,0  | 31,7     |          |
| Hermann Kupfner Hubert Porkert | Tornádó     | 3,0   | 13,0  | 11,7   | (18,0) | 13,0  | 13,0  | 14,0  | 67,7     | 7.       |